# Henricia praestans
Henricia praestans är en sjöstjärneart som först beskrevs av Percy Sladen 1889.  Henricia praestans ingår i släktet Henricia och familjen krullsjöstjärnor. Inga underarter finns listade i Catalogue of Life.